# Ховен, Иван Романович фон дер
Иван Романович фон дер Ховен (нем. Johann von der Howen; 1812—1881) — российский генерал-майор, писатель, историк, этнограф.

## Биография
Представитель древнего прибалтийского дворянского рода Ховенов. Сын Романа Ивановича Ховена, генерал-майора, грузинского гражданского губернатора. Воспитывался в Императорском Царскосельском лицее. Выпущен в 1829 году в чине офицера молодой гвардии.
Участник кавказской войны, о которой, помимо этнографических и исторических очерков, сведений о расколе на Кавказе и прочего, опубликовал множество ценных статей в журналах «Военный сборник», «Кавказский сборник», «Иллюстрации» (1860—1865), «Древняя и Новая Россия» и прочих.
В журнале «Иллюстрации» все без исключения статьи по кавказскому вопросу были составлены им. Из его исторических статей большой интерес представляет очерк: «Мое знакомство с декабристами и другими замечательными личностями, служившими в кавказских войсках в 1835—1836 гг.» и «Из прошлого».
Сохранился рассказ И. Xовена о его встрече с А. С. Пушкиным на Невском проспекте в 1829 году: на вопрос о месте службы поэт ответил: «Я числюсь по России».